# A-League 2006-2007
La stagione 2006-07 dell'A-League, il campionato australiano di calcio vide la vittoria del Melbourne Victory. La Football Federation Australia sperava di usare come base il successo della prima stagione e sull'interesse suscitato dalla Nazionale di calcio australiana che aveva partecipato al Campionato del Mondo 2006. Fox Sports firmò un contratto da 120 milioni AU$ per 7 anni per i diritti esclusioni di trasmissione della A-League, della AFC Champions League, e delle partite della nazionale (escluse le partite giocate nella Coppa del Mondo).
La campagna pubblicitaria televisiva utilizzata per la stagione 2006-07 fu la stessa della stagione precedente, con una musica diversa; "Not Many" di Scribe fu sostituita con "Kickin Down" di Manuel Neztic. La seconda stagione fu commercializzata come "A-League: Version 2".

## Partecipanti campionato 2006-07
| Squadra           | Regione | Presidente        | Allenatore              | Stadio                           | Capacità |
| ----------------- | ------- | ----------------- | ----------------------- | -------------------------------- | -------- |
| Adelaide Utd      | SA      | Nick Bianco       | John Kosmina            | Hindmarsh Stadium                | 16.500   |
| C.C. Mariners     | NSW     | Ian Kiernan       | Lawrie McKinna          | Bluetongue Central Coast Stadium | 20.059   |
| Melbourne Victory | VIC     | Geoff Lord        | Ernie Merrick           | Docklands Stadium                | 56.347   |
| Melbourne Victory | VIC     | Geoff Lord        | Ernie Merrick           | Olympic Park                     | 18.500   |
| Newcastle Jets    | NSW     | Con Constantine   | Nick Theodorakopoulos   | EnergyAustralia Stadium          | 28.000   |
| Newcastle Jets    | NSW     | Con Constantine   | Gary van Egmond         | EnergyAustralia Stadium          | 28.000   |
| NZL Knights       | NZ      | Anthony Lee       | Paul Nevin              | North Harbour Stadium            | 25.000   |
| NZL Knights       | NZ      | Anthony Lee       | Barry Simmons (interim) | North Harbour Stadium            | 25.000   |
| NZL Knights       | NZ      | Anthony Lee       | Ricki Herbert           | North Harbour Stadium            | 25.000   |
| Perth Glory       | WA      | Michelle Phillips | Ron Smith               | Members Equity Stadium           | 18.450   |
| Queensland Roar   | QLD     | John Ribot        | Miron Bleiberg          | Suncorp Stadium                  | 52.000   |
| Queensland Roar   | QLD     | John Ribot        | Frank Farina            | Suncorp Stadium                  | 52.000   |
| Sydney FC         | NSW     | Edmund Capon      | Terry Butcher           | Aussie Stadium                   | 41.159   |

La Football Federation Australia aveva stabilito in precedenza che le franchigie correnti debbano avere una clausola di esclusività nelle loro licenze della durata di 5 anni, per evitare la possibilità che nuove franchigie potessero insediarsi nelle stesse città. Ciò non preclude la possibilità per squadre di altre regioni di unirsi, anche se non verranno aggiunte nuove squadre al campionato per la stagione 2006-07.

## Pre-Season Challenge Cup

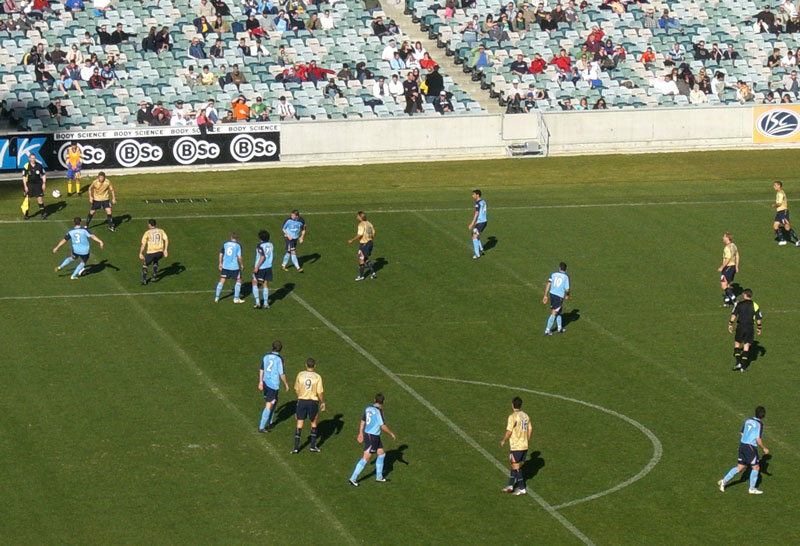
Newcastle gioca contro il Sydney in una partita pre-stagionale a Canberra

Questo torneo si disputa a luglio e agosto poco prima dell'inizio del campionato. La prima giornata si disputò il 15 luglio 2006. Le otto squadre partecipanti vengono divise in due gironi da quattro; la prima di ogni girone si qualifica alla finale per l'assegnazione del trofeo. Al termine delle tre giornate regolari della fase a gironi si gioca una giornata bonus in cui le squadre giocano contro le squadre dell'altro girone; questa giornata bonus offre anche l'incentivo di "punti bonus"; più si segna e più punti bonus si ottengono (1 punto per 2 gol, 2 punti per 3 gol, 3 punti per 4 o più gol).
La Pre-Season Cup viene disputata soprattutto per promuovere l'A-League anche in altre città, come Gold Coast, Sunshine Coast, Toowoomba, Launceston, Canberra, Wollongong, Port Macquarie, Orange e Tamworth.
La coppa pre-stagionale fu vinta dall'Adelaide United nella finale del 19 agosto 2006.

## Regular season

### Risultati
Nella regular season ogni squadra incontra tutte le altre tre volte. Prevede 21 giornate che sono state disputate tra il 25 agosto 2006 e il 21 gennaio 2007.
Giornata 1
| Data      | Squadra in casa   | Ris. | Squadra in trasferta | Stadio                  | Spett. | Report  |
| 25 agosto | Melbourne Victory | 2-0  | Adelaide Utd         | Olympic Park Stadium    | 15.781 | report. |
| 26 agosto | Queensland Roar   | 3-0  | Perth Glory          | Suncorp Stadium         | 20.606 | report. |
| 27 agosto | NZL Knights       | 0-0  | Newcastle Jets       | North Harbour Stadium   | 7.304  | report. |
| 27 agosto | Sydney FC         | 1-0  | C.C. Mariners        | Sydney Football Stadium | 19.274 | report. |

Giornata 2
| Data         | Squadra in casa   | Ris. | Squadra in trasferta | Stadio                  | Spett. | Report  |
| 1º settembre | Newcastle Jets    | 2-3  | Queensland Roar      | EnergyAustralia Stadium | 7.276  | report. |
| 2 settembre  | NZL Knights       | 1-0  | Adelaide Utd         | North Harbour Stadium   | 4.100  | report. |
| 2 settembre  | Melbourne Victory | 3-2  | Sydney FC            | Docklands Stadium       | 39.730 | report. |
| 3 settembre  | Perth Glory       | 2-0  | C.C. Mariners        | Members Equity Stadium  | 7.229  | report. |

Giornata 3
| Data         | Squadra in casa | Ris. | Squadra in trasferta | Stadio                           | Spett. | Report  |
| 8 settembre  | Adelaide Utd    | 5-1  | Newcastle Jets       | Hindmarsh Stadium                | 8.785  | report. |
| 9 settembre  | C.C. Mariners   | 0-0  | Queensland Roar      | Bluetongue Central Coast Stadium | 4.644  | report. |
| 2 settembre  | NZL Knights     | 0-3  | Melbourne Victory    | North Harbour Stadium            | 2.107  | report. |
| 10 settembre | Perth Glory     | 2-0  | Sydney FC            | Members Equity Stadium           | 8.052  | report. |

Giornata 4
| Data         | Squadra in casa   | Ris. | Squadra in trasferta | Stadio                  | Spett. | Report  |
| 15 settembre | Queensland Roar   | 5-0  | NZL Knights          | Suncorp Stadium         | 15.517 | report. |
| 16 settembre | Adelaide Utd      | 3-0  | Perth Glory          | Hindmarsh Stadium       | 11.474 | report. |
| 17 settembre | Sydney FC         | 2-2  | Newcastle Jets       | Sydney Football Stadium | 15.488 | report. |
| 17 settembre | Melbourne Victory | 1-0  | C.C. Mariners        | Olympic Park Stadium    | 17.617 | report. |

Giornata 5
| Data         | Squadra in casa | Ris. | Squadra in trasferta | Stadio                           | Spett. | Report  |
| 21 settembre | NZL Knights     | 0-1  | Sydney FC            | North Harbour Stadium            | 2.764  | report. |
| 22 settembre | Queensland Roar | 0-0  | Adelaide Utd         | Suncorp Stadium                  | 16.143 | report. |
| 23 settembre | C.C. Mariners   | 1-1  | Newcastle Jets       | Bluetongue Central Coast Stadium | 8.439  | report. |
| 24 settembre | Perth Glory     | 1-2  | Melbourne Victory    | Members Equity Stadium           | 7.983  | report. |

Giornata 6
Giornata 7
Giornata 8
Giornata 9
Giornata 10
Giornata 11
Giornata 12
Giornata 13
Giornata 14
Giornata 15
Giornata 16
Giornata 17
Giornata 18
Giornata 19
Giornata 20
Giornata 21

### Classifica
| Squadra           | G  | V  | N | P  | GF | GS | DR  | Pti |
| ----------------- | -- | -- | - | -- | -- | -- | --- | --- |
| Melbourne Victory | 21 | 14 | 3 | 4  | 41 | 20 | +21 | 45  |
| Adelaide Utd      | 21 | 10 | 3 | 8  | 32 | 27 | +5  | 33  |
| Newcastle Jets    | 21 | 8  | 6 | 7  | 32 | 30 | +2  | 30  |
| Sydney FC         | 21 | 8  | 8 | 5  | 29 | 19 | +10 | 29  |
| Queensland Roar   | 21 | 8  | 5 | 8  | 25 | 27 | -2  | 29  |
| C.C. Mariners     | 21 | 6  | 6 | 9  | 22 | 26 | -4  | 24  |
| Perth Glory       | 21 | 5  | 5 | 11 | 24 | 30 | -6  | 20  |
| NZL Knights       | 21 | 5  | 4 | 12 | 13 | 39 | -26 | 19  |

- Melbourne Victory si aggiudicò matematicamente il primo posto in seguito alla vittoria nella Giornata 17 contro i New Zealand Knights, conquistando così il titolo di Premiers della A-League 2006-07.
- Sydney FC fu penalizzata di tre punti dopo la diciottesima giornata a causa del superamento del tetto salariale (salary cap) durante la stagione precedente.

### Playoff
| Data               | Squadra in casa   | Ris.          | Squadra in trasferta | Stadio                  | Spett. | Report              |            |              |     |                   |                   |        |  |
| Semifinali - And.  |                   |               |                      |                         |        |                     |            |              |     |                   |                   |        |  |
| 26 gennaio         | Sydney FC         | 2-1           | Newcastle Jets       | Sydney Football Stadium | 21.122 | - bgcolor="#FFFFFF" | 28 gennaio | Adelaide Utd | 0-0 | Melbourne Victory | Hindmarsh Stadium | 15.575 |  |
| Semifinali - Rit.  |                   |               |                      |                         |        |                     |            |              |     |                   |                   |        |  |
| 2 febbraio         | Newcastle Jets    | 2-0           | Sydney FC            | EnergyAustralia Stadium | 24.338 |                     |            |              |     |                   |                   |        |  |
| 4 febbraio         | Melbourne Victory | 2-1           | Adelaide Utd         | Docklands Stadium       | 47.413 |                     |            |              |     |                   |                   |        |  |
| Finale Preliminare |                   |               |                      |                         |        |                     |            |              |     |                   |                   |        |  |
| 11 febbraio        | Adelaide Utd      | 1-1 (4-3 dcr) | Newcastle Jets       | Hindmarsh Stadium       | 13.798 |                     |            |              |     |                   |                   |        |  |
| Grande finale      |                   |               |                      |                         |        |                     |            |              |     |                   |                   |        |  |
| 18 febbraio        | Melbourne Victory | 6-0           | Adelaide Utd         | Docklands Stadium       | 55.436 |                     |            |              |     |                   |                   |        |  |

L'Asian Football Confederation annunciò il 21 novembre 2006 che l'Adelaide Utd e il Sydney FC avrebbero rappresentato l'Australia nell'AFC Champions League 2007. Nonostante un appello della Football Federation Australia, è stato deciso che la vincitrice del campionato e la prima in classifica in regular season dell'A-League 2005-2006 si sarebbero qualificate alla massima competizione asiatica per club e non quelle di questa stagione.
L'AFC ha anche annunciato che le regole di qualificazione non verranno modificate prima del 2009. La FFA ha quindi dichiarato che le prime due classificate dell'A-League 2006-07 si qualificheranno all'AFC Champions League 2008, mantenendo dunque lo scarto di un anno tra la qualificazione e la partecipazione a tale competizione.

## Record (regular season)
Classifica marcatori
| Calciatore      | Squadra                                | Gol |
| --------------- | -------------------------------------- | --- |
| Daniel Allsopp  | Melbourne Victory                      | 11  |
| Archie Thompson | Melbourne Victory                      | 10  |
| Damian Mori     | C.C. Mariners (6), Queensland Roar (2) | 8   |
| Mark Bridge     | Newcastle Jets                         | 8   |
| Adam Kwasnik    | C.C. Mariners                          | 7   |
| Jamie Harnwell  | Perth Glory                            | 7   |

Classifica Assistman
| Calciatore      | Squadra           | Assist |
| --------------- | ----------------- | ------ |
| Fred            | Melbourne Victory | 9      |
| Leo Bertos      | Perth Glory       | 9      |
| Jason Spagnuolo | Adelaide Utd      | 7      |
| Matt Thompson   | Newcastle Jets    | 6      |
| Nick Carle      | Newcastle Jets    | 6      |
| Archie Thompson | Melbourne Victory | 5      |

Cartellini Gialli
| Calciatore     | Squadra           | Cartellini Gialli |
| -------------- | ----------------- | ----------------- |
| Adrian Leijer  | Melbourne Victory | 7                 |
| Nick Carle     | Newcastle Jets    | 6                 |
| Andrew Durante | Newcastle Jets    | 6                 |
| Kevin Muscat   | Melbourne Victory | 5                 |
| Terry McFlynn  | Sydney FC         | 5                 |
| Simon Colosimo | Perth Glory       | 5                 |

Partite con più spettatori
- 55.436:  Melbourne Victory vs  Adelaide Utd, 18 febbraio 2007 (Finale)
- 50.333:  Melbourne Victory vs  Sydney FC, 8 dicembre 2006 (Giornata 16)
- 47.413:  Melbourne Victory vs  Adelaide Utd, 4 febbraio 2007 (Ritorno delle semifinali)
- 39.730:  Melbourne Victory vs  Sydney FC, 2 settembre 2006 (Giornata 2)
- 32.371:  Queensland Roar vs  Sydney FC, 20 gennaio 2007 (Giornata 21)
- 32.368:  Melbourne Victory vs  Adelaide Utd, 15 ottobre 2006 (Giornata 8)
- 28.937:  Melbourne Victory vs  Queensland Roar, 12 gennaio 2007 (Giornata 20)
- 28.118:  Melbourne Victory vs  C.C. Mariners, 3 novembre 2006 (Giornata 11)
- 27.753:  Melbourne Victory vs  Newcastle Jets, 26 novembre 2006 (Giornata 14)
- 25.921:  Melbourne Victory vs  Queensland Roar, 1º ottobre 2006 (Giornata 6)
- 24.388:  Newcastle Jets vs  Sydney FC, 2 febbraio 2007 (Ritorno delle semifinali)
- 22.890:  Melbourne Victory vs  Perth Glory, 9 novembre 2006 (Giornata 12)
- 21.112:  Sydney FC vs  Newcastle Jets, 26 gennaio 2007 (Andata delle semifinali)
- 20.980:  Newcastle Jets vs  Sydney FC, 1º gennaio 2007 (Giornata 18)
- 20.881:  Sydney FC vs  Melbourne Victory, 21 ottobre 2006 (Giornata 9)
- 20.606:  Queensland Roar vs  Perth Glory, 26 agosto 2006 (Giornata 1)
- 19.601:  Newcastle Jets vs  Melbourne Victory, 19 gennaio 2007 (Giornata 21)
- 19.274:  Sydney FC vs  C.C. Mariners, 27 agosto 2006 (Giornata 1)

Premi
I premi vennero assegnati il 27 febbraio 2007 alla Sydney Opera House.
- Johnny Warren Medal (Giocatore dell'Anno): Nick Carle (Newcastle United Jets)
- Rising Star (Giovane dell'Anno): Adrian Leijer (Melbourne Victory)
- Allenatore dell'Anno: Ernie Merrick (Melbourne Victory)
- Scarpa d'Oro (Capocannoniere): Danny Allsopp (Melbourne Victory – 11 gol)
- Premio Fair Play: Perth Glory
- Arbitro dell'Anno: Mark Shield